# 大卫长阎甲
大卫长阎甲（学名：Syntelia davidis），一种发现于中国四川省宝兴县的甲虫，隶属于长阎甲科长阎甲属。
本种早在1889年就由法国昆虫学家 Léon Fairmaire 发表，但大多数分类学家并不知道该种，之后的很多分类学著作也未记载本种，1937年出版的《中国昆虫名录》第三卷也未收录本种。根据原始记载，本种的模式标本保存在巴黎的国家自然历史博物馆内，但是博物馆的职员未能找到标本。目前所有本种的描述均来自最初发表时的原始文献。